# Lóránt
Lóránt est un prénom hongrois masculin. Sa forme ancienne est Loránd.

## Étymologie
Le mot est la version magyare du (pré)nom germanique Hrodland (*Hrōþilandą), composé de hrod- qui signifie « gloire » et de -land qui signifie « territoire ».

## Équivalents
Il est l'équivalent du prénom français Roland et du prénom italien Orlando.
- Loránd, Lóci
- Rolan, Rolandas, Rolando, Roldan, Rotila, Rowland, Rowley, Roel
- Orlandó, Orlandino, Lando
- Rollande, Rolande, Orlanda, Orlandina
- Variantes linguistiques du prénom Laurent

## Personnalités portant ce prénom
- Lorànt Deutsch (1975-), acteur français d'origine hongroise
- Loránd Eötvös (1848-1919), physicien hongrois
- Lóránd Hegyi
- Loránd Gáspár (1925-2019), médecin, poète et traducteur français
- Lóránt Oláh

## Fête
Les "Lóránt" et "Loránd" se fêtent le 15 janvier, mais aussi le 15 juillet, le 10 août ou le 15 septembre.